# 布羅夫基
48°16′28″N 36°13′11″E / 48.27444°N 36.21972°E
布羅夫基（羅馬化：Brovky）是烏克蘭的村落，位於該國中部第聶伯羅彼得羅夫斯克州，由瓦西利基夫卡區負責管轄，處於恰普利納河左岸，分別距離梅迪奇內2公里和格里沙伊5公里，2001年人口127。